# Hoplitis longispina
Hoplitis longispina är en biart som först beskrevs av Pérez 1895.  Hoplitis longispina ingår i släktet gnagbin, och familjen buksamlarbin.

## Underarter
Arten delas in i följande underarter:
- H. l. longispina
- H. l. vogti